# Cennet'in Gözyaslari
 (janvier 2020).
Si vous disposez d'ouvrages ou d'articles de référence ou si vous connaissez des sites web de qualité traitant du thème abordé ici, merci de compléter l'article en donnant les références utiles à sa vérifiabilité et en les liant à la section « Notes et références ».
Cennet'in Gözyaşları (Les Larmes du Paradis) est une telenovela turque produite par Süreç Film et diffusée par ATV. Basée sur le drame coréen intitulé Tears of Heaven, elle fut originellement diffusée entre le dimanche 24 septembre 2017 et le dimanche 17 juin 2018. 
Elle est diffusée du 27 janvier 2020 au 7 août 2020 et les rediffusions du 1er juillet 2023 au 9 Décembre 2023 sur Novelas TV.

## Synopsis
Abandonnée par sa mère à la naissance et élevée par sa grand-mère, Cennet Yılmaz a courageusement surmonté tous les obstacles que la vie a placé sur son chemin. Désespérément en manque d'amour maternel, elle n'a pas beaucoup d'attaches dans la vie mis à part sa grand-mère et son meilleur ami d'enfance, Ali, qui disparaît mystérieusement de sa vie.
Quelques années plus tard, Cennet sort diplômée de son école d'architecture en étant major de promotion. Elle se voit alors proposer le travail de ses rêves dans une agence d'architecture très reconnue par Arzu Soyer, la mère de sa camarade de classe Melissa. Cennet commence sa carrière comme assistante du jeune Selim Arısoy, qui après leur rencontre ne cesse de penser à elle...
Le rapprochement entre Selim et Cennet n'est pas vu d'un très bon œil par Arzu, qui espérait le marier à sa fille Mélissa. Lorsqu'un jour elle aperçoit une marque de naissance sur le bras de son employée, la mère de Melissa comprend que cette jeune femme est loin de lui être inconnue, et décide alors de tout mettre en œuvre pour se débarrasser d'elle.

## Distribution
- Berk Atan (VF : Julien Chettle) : Selim Arısoy
- Almila Ada (VF : Eva Wilson) : Cennet Yılmaz
- Esra Ronabar (VF : Jade Hor) : Arzu Soyer/Cavidane Yılmaz
- Güler Ökten (VF : Marianne Chettle) : Mukaddes Yılmaz
- Zehra Yılmaz (VF : Lise Ron) : Mélissa Soyer
- Ebru Nil Aydın (VF : Soraya Daid) : Sema Soyer
- Süeda Çil (VF : Cécilia Débergh) : Suna Gürsu
- Şencan Güleryüz (VF : Philippe Mijon) : Cengiz Arısoy
- Ebru Destan (VF : Romane Vallée) : Özlem Arısoy
- Çiçek Acar (VF : Magali Mestre)  Nilgün Arısoy
- Ali İpin (VF : Christophe Petit) : Rıza Soyer
- Yusuf Akgün (VF : Tangi Colombel) : Orhan Soyer
- Hazım Körmükçü (VF : Thomas Merrenier) : Mahir Soyer
- Sude Nur Yazıcı (VF : Mathilde Eloy) : Beste Tuna
- Devrim Saltoğlu (VF : Viktor Martin) : Kaya Kimdir
- Oktay Çubuk (VF : Laurent Gérald) : Ömer Gürsu

## Version française
La version française est assurée par Universal Cinergia, à Miami. Les adaptations sont signées par un pool d'auteurs dont David Sauvage, Tangi Colombel, Héloïse Chettle...